# Àngel Alonso Herrera
Àngel Alonso Herrera   (Benicarló, 17 de desembre de 1954) anomenat popularment Pitxi Alonso és un exfutbolista valencià dels anys 70 i 80. Fou un brillant davanter centre. La seva gran capacitat golejadora va fer que de ben jove rebés el sobrenom de Pitxi, diminutiu de pitxitxi (denominació que rep el màxim golejador de la lliga espanyola de futbol).

## Biografia
Després de jugar pel Benicarló, Pitxi Alonso marxa al CE Castelló, que jugava a la Segona divisió. Eren temps de transició en els quals el rendiment del jove jugador fou una alegria. A la primera temporada, va ser el segon golejador de l'equip, tan sols per darrere de Cioffi, pitxitxi de la categoria una temporada abans. L'any següent va esdevenir titular indiscutible i el màxim golejador. Les seves actuacions no passaren inadvertides per a clubs en un millor moment esportiu i deixà el club, juntament amb Emilio Fabregat, l'estiu de 1977.
L'any següent fou un dels reforços d'un Reial Saragossa que havia baixat a la Segona divisió malgrat ser segons dos cops a la Lliga. Aquella mateixa temporada retornaren a Primera divisió i Pitxi es convertí en un jugador imprescindible per al club amb una mitjana de 33 partits i 18 gols per temporada a la Lliga. Després de cinc anys a Saragossa fou fitxat pel FC Barcelona, club on mai aconseguí ser un titular indiscutible, però on se li recorden grans actuacions, com els tres gols que li marcà al IFK Göteborg en una semifinal de la Copa d'Europa de futbol. El seu darrer club fou el RCD Espanyol, club amb el qual aconseguí arribar a una final de la Copa de la UEFA.
Retirat com a futbolista en actiu començà a treballar d'entrenador, essent ajudant de Víctor Muñoz al RCD Mallorca i seleccionador nacional de la selecció Catalana de Futbol fins al 2005, i durant uns mesos entrena l'FC Metalurh Donetsk, de la lliga d'Ucraïna.
Va treballar de comentarista televisiu a TV3 durant 20 anys, des del 20 de setembre del 1992 fins al 2 de setembre del 2012.

## Palmarès
- 1 Lliga espanyola: 1984/85 amb el FC Barcelona.
- 1 Copa del Rei: 1983 amb el FC Barcelona.
- 1 Supercopa d'Espanya: 1984 amb el FC Barcelona.
- 2 Copes de la Lliga: 1982, 1986 amb el FC Barcelona.

### Altres mèrits
- 1 campionat de Segona divisió i ascens: 1977/78 amb el Reial Saragossa.
- Subcampió de la Copa d'Europa: 1986 amb el FC Barcelona.
- Subcampió de la Copa de la UEFA: 1988 amb el RCD Espanyol.